# ディヴィニティ
「ディヴィニティ」は、日本の音楽ユニット、eufoniusの11作目のシングル。2009年12月23日にティームエンタテインメントから発売された。

## 概要
- 「ディヴィニティ」はオンラインゲーム『メイプルストーリー』の2009年11月度テーマソングである。
- 「natalis」は発売時期に合わせてクリスマスをイメージした楽曲となっている[2]。
- ジャケットは岸田メルが担当している。

## 収録曲
（全作詞：riya、作曲・編曲：菊地創）
1. ディヴィニティ [4:58]
2. natalis [4:26]
3. ディヴィニティ（instrumental）
4. natalis 〜stillness mix〜 [4:27]

## 参加ミュージシャン
- Guitar - 高山一也（#1・2）
- Bass - 渡辺等（#1）
- Keyboard - 菊地創（#2）